# إدو جيل
إدو جيل (بالإسبانية: Edu Gil)‏ هو لاعب كرة قدم إسباني، ولد في 9 ديسمبر 1990 في سريا في إسبانيا. لعب مع نومانسيا.

## وصلات خارجية
- إدو جيل على موقع قاعدة بيانات كرة القدم.إي يو (الإنجليزية)
- إدو جيل على موقع Soccerway.com (الإنجليزية)
- إدو جيل على موقع AS.com (الإسبانية)